# 刑事鉄平
『刑事鉄平』（デカてっぺい）は、関西テレビ放送が制作した刑事ドラマ。1979年4月1日から7月8日までの毎週日曜日夜9時から9時54分（=21:00～21:54）、フジテレビ（FNS）系全国ネットで放送された連続ドラマである。
主演の西郷輝彦は、本作と同じ放送枠で1973年から1977年に放送された同局系連続ドラマ『どてらい男（ヤツ）』をヒットさせており、演出・プロデューサーの山像信夫はじめ制作スタッフも『どてらい男』と同じスタッフが関わっている。
本作終了後、枠タイトルのない日曜夜9時のドラマは2016年4月にスタートしたフジテレビ制作『OUR HOUSE』まで36年9か月途絶えることになる。

## ドラマの内容
- 大阪を舞台に庶民派刑事・小野鉄平と市井の人々とのふれあいを描いた人情味のある刑事ドラマ。メインライターは古田求。第2話（1979年4月8日）、第3話（1979年4月15日）放送分の脚本を大阪出身の脚本家のジェームス三木が担当した。

## 主なキャスト
- 小野鉄平：西郷輝彦
- 玉子：三林京子
- 長谷：夏樹陽子
- 小野一平：上田孝則
- ルミ子：神保美喜
- 海野：志賀勝
- 米田：藤岡重慶
- 乾：内田朝雄
- 高原署長：高橋長英
- めしくい喜ちゃん：笑福亭仁鶴

ほか

## 主なスタッフ
- 演出、プロデューサー:山像信夫
- 演出補:坂上勇
- 演出助手:宮崎宣仁、小川誠
- 脚本:古田求、ジェームス三木、土井行夫、高久進
- 音楽:渡辺岳夫
- タイトルスキャット:大杉久美子
- 制作著作:関西テレビ

## サブタイトル
| 回数 | 放送日       | サブタイトル                  | 脚本           | 演出     | ゲスト                                     |
| ---- | ------------ | ----------------------------- | -------------- | -------- | ------------------------------------------ |
| 1    | 1979年4月1日 | こんな男の子守唄              | 古田求         | 山像信夫 | 川谷拓三、白川和子、茅島成美               |
| 2    | 4月8日       | ピストル数え唄                | ジェームス三木 |          | 加納竜                                     |
| 3    | 4月15日      | 都会砂漠のラブソング          | ジェームス三木 |          | にしきのあきら、栗田ひろみ                 |
| 4    | 4月22日      | 母恋エレジー                  | 高久進         |          | 犬塚弘、江夏夕子、清水康晴、的場達雄       |
| 5    | 5月6日       | 神戸テネシーワルツ            | 古田求         |          | 風吹ジュン、藤岡重慶                       |
| 6    | 5月13日      | ヒモでからんだ浪花節          | 土井行夫       |          | 伊佐山ひろ子、絵沢萠子、垂水悟郎           |
| 7    | 5月20日      | 一平誘拐!報復のバラード       | 高久進         |          | 浜田晃、難波利幸、大橋壮多                 |
| 8    | 5月27日      | たった一人の応援歌            | 古田求         |          | 緒形拳、根岸明美、升毅、芝田昭彦、月亭八方 |
| 9    | 6月10日      | なぜ!親が子を!!               | 高久進         |          | 佐野浅夫、頭師佳孝                         |
| 10   | 6月17日      | 一平の神様!鉄平の犯人（ホシ） | 土井行夫       |          | 引田天功、松橋登、仁和令子                 |
| 11   | 6月24日      | やっぱり青春讃歌              | 土井行夫       |          | 松山省二、紀比呂子                         |
| 12   | 7月1日       | 老刑事の挽歌                  | 古田求         |          | 千秋実、工藤堅太郎、竹内健一               |
| 13   | 7月8日       | 出発の歌                      | 古田求         |          | 千秋実、工藤堅太郎、伊藤めぐみ、山田吾一   |

- 4月8日は、テレビ愛媛では統一地方選挙の一つとして行われた「愛媛県議会議員選挙開票速報」を放送したため、同日16:00から先行ネットで放送した（愛媛新聞、1979年4月8日、テレビ欄）。他に選挙速報のために同様の対応をとった地域があるかは不明。
- 4月29日は当初本作を放送する予定だったが、19:00 - 20:54の「ヤクルト×巨人」中継（明治神宮野球場）が延長されたため休止、放送予定の「神戸テネシーワルツ」は1週延期された。
- 6月3日は「体操ワールドカップ'79」中継（21:00 - 22:24）のため休止。

| 関西テレビ制作・フジテレビ系列 日曜21時台 | 関西テレビ制作・フジテレビ系列 日曜21時台 | 関西テレビ制作・フジテレビ系列 日曜21時台         |
| 前番組                                    | 番組名                                    | 次番組                                            |
| ----------------------------------------- | ----------------------------------------- | ------------------------------------------------- |
| 日曜サスペンス 標的                       | 刑事鉄平 【当番組まで連続ドラマ枠】       | 日曜恐怖シリーズ （第2シーズン） 【単発ドラマ枠】 |